# Gran Premio de Australia de Motociclismo de 1990
El Gran Premio de Australia de Motociclismo de 1990 fue la decimoquinta y última prueba de la temporada 1990 del Campeonato Mundial de Motociclismo. El Gran Premio se disputó el 16 de septiembre de 1990 en el Circuito de Phillip Island. Esta sería la última ocasión que Phillip Island acogería Gran Premio de Australia. A partir del año siguiente, el GP se trasladaría al Circuito de Eastern Creek donde estaría allí hasta 1997 donde volvería a Phillip Island.

## Resultados 500cc
Los ídolos locales Wayne Gardner y Michael Doohan ocuparon las dos primeras posiciones de la prueba de 500cc. Fue una carrera épica donde los dos austrlaianos junto a Kevin Schwantz y Wayne Rainey se fueron alternando en cabeza de carrera. No fue hasta el final que Gardner se deshizo de sus rivales, Schwantz cayó al suelo. Rainey cerró el podio y pudo celebrar su título mundial con un podio en la última prueba. 

| Pos.     | Piloto               | Moto   | Tiempo     | Pts. |
| -------- | -------------------- | ------ | ---------- | ---- |
| 1        | Wayne Gardner        | Honda  | 47:45.053  | 20   |
| 2        | Michael Doohan       | Honda  | +0.856     | 17   |
| 3        | Wayne Rainey         | Yamaha | +2.733     | 15   |
| 4        | Eddie Lawson         | Yamaha | +42.532    | 13   |
| 5        | Niall Mackenzie      | Suzuki | +54.520    | 11   |
| 6        | Juan Garriga         | Yamaha | +1:00.539  | 10   |
| 7        | Sito Pons            | Honda  | +1:05.231  | 9    |
| 8        | Peter Goddard        | Yamaha | +1:30.221  | 8    |
| 9        | Pierfrancesco Chili  | Honda  | +1 Vuelta  | 7    |
| 10       | Marco Papa           | Honda  | +1 Vuelta  | 6    |
| 11       | Eddie Laycock        | Honda  | +1 Vuelta  | 5    |
| 12       | Cees Doorakkers      | Honda  | +3 Vueltas | 4    |
| Ret      | Kevin Schwantz       | Honda  | Ret        |      |
| Ret      | Jean-Philippe Ruggia | Yamaha | Ret        |      |
| Ret      | Christian Sarron     | Yamaha | Ret        |      |
| Ret      | Tadahiko Taira       | Yamaha | Ret        |      |
| DNQ      | Niggi Schmassmann    | Honda  | DNQ        |      |
| DNQ      | Scott Mitchell       | Suzuki | DNQ        |      |
| DNQ      | Craig Harwood        | Yamaha | DNQ        |      |
| DNQ      | Greg Drew            | PRP    | DNQ        |      |
| Fuentes: |                      |        |            |      |

## Resultados 250cc
John Kocinski se proclama campeón del mundo de 250cc en la última prueba. Se decidía el título entre el estadounidense y el español Carlos Cardús. Pero Cardús tuvo que remontar desde la décima posición y tuvo que abandonar a dos vueltas del final cuando la varilla del cambio de velocidades se rompió. Por su parte, Kocinski se destacó en cabeza con el alemán Helmut Bradl y cuando quiso oportuno , se desembarazó del piloto teutón para ganar la carrera y obtener el cetro mundial.
| Pos.    | Piloto               | Moto     | Tiempo    | Pts. |
| ------- | -------------------- | -------- | --------- | ---- |
| 1       | John Kocinski        | Yamaha   | 42:38.600 | 20   |
| 2       | Helmut Bradl         | Honda    | +1.897    | 17   |
| 3       | Luca Cadalora        | Yamaha   | +8.879    | 15   |
| 4       | Daryl Beattie        | Honda    | +11.787   | 13   |
| 5       | Wilco Zeelenberg     | Honda    | +28.651   | 11   |
| 6       | Àlex Crivillé        | Yamaha   | +33.738   | 10   |
| 7       | Didier de Radiguès   | Aprilia  | +33.747   | 9    |
| 8       | Masahiro Shimizu     | Honda    | +36.077   | 8    |
| 9       | Jochen Schmid        | Honda    | +1:06.334 | 7    |
| 10      | Dominique Sarron     | Yamaha   | +1:21.981 | 6    |
| 11      | Jorge Martínez Aspar | JJ Cobas | +1 Vuelta | 5    |
| 12      | Marcellino Lucchi    | Aprilia  | +1 Vuelta | 4    |
| 13      | David Horton         | Yamaha   | +1 Vuelta | 3    |
| 14      | Trevor Manley        | Yamaha   | +1 Vuelta | 2    |
| 15      | Ricky Rice           | Yamaha   | +1 Vuelta | 1    |
| 16      | David Moore          | Maico    | +1 Vuelta |      |
| 17      | Urs Jücker           | Yamaha   | +1 Vuelta |      |
| 18      | David Evelyn         | Tohatsu  | +1 Vuelta |      |
| 19      | Gavin Johnston       | Yamaha   | +1 Vuelta |      |
| Ret     | Carlos Cardús        | Honda    | Ret       |      |
| Ret     | Andreas Preining     | Rotax    | Ret       |      |
| Ret     | Jacques Cornu        | Honda    | Ret       |      |
| Ret     | Martin Wimmer        | Aprilia  | Ret       |      |
| Ret     | Loris Reggiani       | Aprilia  | Ret       |      |
| Ret     | Stephen Whitehouse   | Yamaha   | Ret       |      |
| Ret     | John Hazelden        | Aprilia  | Ret       |      |
| Ret     | Mike Webb            | Honda    | Ret       |      |
| Ret     | Martin Craggill      | Honda    | Ret       |      |
| Ret     | Renzo Colleoni       | Aprilia  | Ret       |      |
| Ret     | Bernard Haenggeli    | Aprilia  | Ret       |      |
| Ret     | Maurce Hawthorne     | Honda    |           |      |
| Fuentes |                      |          |           |      |

## Resultados 125cc
El italiano Loris Capirossi se convirtió en el más joven campeón de la historia del motociclismo hasta el momento al adjudicarse el título mundial de 125 cc con sólo 17 años y 5 meses, pulverizando así la marca establecida la pasada temporada por e! español Álex Crivillé, que lo logró cuando contaba con 19 años y 5 meses. Su rival para el título, el holandés Hans Spaan, se estrelló en el muro de pilotos italianos que se aliaron para que Capirossi pudiera proclamarse campeón.
| Pos. | Piloto               | Moto      | Tiempo     | Pts. |
| ---- | -------------------- | --------- | ---------- | ---- |
| 1    | Loris Capirossi      | Honda     | 38:39.614  | 20   |
| 2    | Bruno Casanova       | Honda     | +0.267     | 17   |
| 3    | Doriano Romboni      | Honda     | +0.345     | 15   |
| 4    | Hans Spaan           | Honda     | +0.638     | 13   |
| 5    | Fausto Gresini       | Honda     | +0.647     | 11   |
| 6    | Dirk Raudies         | Honda     | +9.428     | 10   |
| 7    | Robin Appleyard      | Honda     | +21.442    | 9    |
| 8    | Kin'ya Wada          | Honda     | +22.092    | 8    |
| 9    | Alessandro Gramigni  | Aprilia   | +22.099    | 7    |
| 10   | Heinz Lüthi          | Honda     | +23.770    | 6    |
| 11   | Julián Miralles      | JJ Cobas  | +24.047    | 5    |
| 12   | Stefan Kurfiss       | Honda     | +24.193    | 4    |
| 13   | Jorge Martínez Aspar | JJ Cobas  | +34.716    | 3    |
| 14   | Robin Milton         | Honda     | +49.187    | 2    |
| 15   | Manuel Hernández     | Honda     | +49.293    | 1    |
| 16   | Hisashi Unemoto      | Honda     | +49.941    |      |
| 17   | Gabriele Debbia      | Aprilia   | +49.991    |      |
| 18   | Johnny Wickström     | JJ-Cobas  | +50.915    |      |
| 19   | Taru Rinne           | Honda     | +54.760    |      |
| 20   | Peter Galvin         | Honda     | +1:08.025  |      |
| 21   | Michael Haisman      | Honda     | +1:38.142  |      |
| 22   | Terry Paviel         | Honda     | +1 Vuelta  |      |
| 23   | Colin Clark          | Honda     | +1 Vuelta  |      |
| 24   | Peter McFayden       | Honda     | +1 Vuelta  |      |
| 25   | Linda Walsh          | Honda     | +1 Vuelta  |      |
| 26   | Kohji Takada         | Honda     | +1 Vuelta  |      |
| 27   | David Mayne          | Honda     | +2 Vueltas |      |
| 28   | Tony Daly            | Honda     | +2 Vueltas |      |
| 29   | Peter Scott          | Honda     | +2 Vueltas |      |
| Ret  | Steve Patrickson     | Honda     | Ret        |      |
| Ret  | Allan Scott          | Honda     | Ret        |      |
| Ret  | Ralf Waldmann        | JJ Cobas  | Ret        |      |
| Ret  | Alfred Waibel        | Honda     | Ret        |      |
| Ret  | Stefan Prein         | Honda     | Ret        |      |
| Ret  | Maurizio Vitali      | Gazzaniga | Ret        |      |
| Ret  | Andrew Palmer        | Honda     | Ret        |      |
| Ret  | Hubert Abold         | Honda     | Ret        |      |
| Ret  | Stefan Brägger       | Aprilia   | Ret        |      |
| DNQ  | Kenneth Fisher       | Honda     | DNQ        |      |